# Liste der Staatsoberhäupter 1023
Übersicht
◄◄ | ◄ | 1019 | 1020 | 1021 | 1022 | Liste der Staatsoberhäupter 1023 | 1024 | 1025 | 1026 | 1027 | ► | ►►

Weitere Ereignisse

## Afrika
- Ägypten (Fatimiden)
  - Kalif: Ali az-Zahir (1021–1036)

- Äthiopien
  - Kaiser (Negus Negest): Germa Seyum (999–1039)

- Ifrīqiya (Ziriden)
  - Herrscher: al-Muʿizz ibn Bādīs az-Zīrī (1016–1062)

## Asien
- Armenien
  - König: Johannes-Sembat III. (1020–1040)

- Bagan
  - König: Sokka-te (1020–1044)

- Champa
  - König: Parasmesvara Varman II. (1018–ca. 1024)

- China
  - Liao (in Nordchina)
    - Kaiser: Shengzong (982–1031)

  - Nördliche Song
    - Kaiser: Renzong (1022–1063)

  - Xi Xia
    - Kaiser: Tàizōng (1005–1031)

- Georgien
  - König: Giorgi I. (1014–1027)

- Indien
  - Westliche Chalukya (in Westindien)
    - König: Rajaraja Narendra (1018–1061)

  - Chola (in Südindien)
    - König: Rajendra I. (1014–1044)

  - Kaschmir (Lohara-Dynastie)
    - König: Sangrama Raja (1003–1028)

  - Pala
    - König: Ramapala (ca. 974–ca. 1027)

  - Pratihara
    - König: Trilochanpala (1018–1027)

- Iran
  - Altuntaschiden
    - Herrscher: Abu Said Altun-Tasch (1017–1032)

  - Buyiden
    - Herrscher von Dschibal: Sama ad-Daula Abu l-Hasan Fulan (1021–1028)
    - Herrscher von Fars und Chuzistan: Sultan ad-Daula Abu Schudscha (1012–1024)
    - Herrscher von Kirman: Qawam ad-Daula Abu l-Fawaris (1012–1028)

  - Ghaznawiden
    - Herrscher: Mahmud (997–1030)

- Japan
  - Kaiser: Go-Ichijō (1016–1036)

- Khmer
  - König: Suryavarman I. (1011–1050)

- Korea
  - Goryeo
    - König: Hyeonjong (1009–1031)

- Kalifat der Muslime
  - Kalif: al-Qādir bi-'llāh (991–1031)

- Vietnam (Lý-Dynastie)
  - Kaiser: Lý Thái Tổ (1009–1028)

## Europa
- Byzantinisches Reich
  - Kaiser: Basileios II. (976–1025)

- Dänemark
  - König: Knut II. der Große (1018–1035) (1016–1035 König von Dänemark), (1028–1035 König von Norwegen)

- England
  - König: Knut der Große (1016–1035) (1018–1035 König von Dänemark), (1028–1035 König von Norwegen)

- Frankreich
  - König: Robert II. (996–1031)
  - Anjou
    - Graf: Fulko III. (987–1040)

  - Aquitanien
    - Herzog: Wilhelm V. (995–1030)

  - Auvergne
    - Graf: Robert I. (1016–1032)

  - Bretagne
    - Herzog: Alain III. (1008–1040)

  - Burgund (Herzogtum)
    - Herzog: Heinrich (1016–1032) (1031–1060 König von Frankreich)

  - Burgund (Freigrafschaft)
    - Pfalzgraf: Otto Wilhelm (982–1026)

  - Maine
    - Graf: Herbert I. (1015–1032)

  - Normandie
    - Herzog: Richard II. (996–1026)

  - Grafschaft Toulouse
    - Graf: Wilhelm III. (960–1037)

- Heiliges Römisches Reich
  - Römisch-deutscher König: Heinrich II. (1002–1024) (ab 1014 Kaiser)
    - Bayern
      - Herzog: Heinrich V. (1004–1009, 1017–1026)

    - Böhmen
      - Herzog: Oldřich (1012–1033)

    - Flandern
      - Graf: Balduin IV. (988–1035)

    - Holland
      - Graf: Dietrich III. (993–1039)

    - Kärnten
      - Herzog: Adalbero von Eppenstein (1012–1035)

    - Lausitz
      - Markgraf: Thietmar (1015–1030)

    - Luxemburg
      - Graf: Heinrich I. (998–1026) (1004–1009, 1017–1026 Herzog von Bayern)

    - Meißen
      - Markgraf: Hermann I. (1009–1038)

    - Niederlothringen
      - Herzog: Gottfried II. (1012–1023)
      - Herzog: Gozelo I. (1023–1044) (1033–1044 Herzog von Oberlothringen)

    - Oberlothringen
      - Herzog: Dietrich I. (978–1026/27)

    - Sachsen
      - Herzog: Bernhard II. (1011–1059)

    - Schwaben
      - Herzog: Ernst II. (1015–1030)

- Italien
  - Nationalkönig: Heinrich II. (1004–1024)
  - Amalfi
    - Herzog: Sergius II. (III.) (1007–1028)

  - Benevent (gemeinsame Herrschaft)
    - Herzog: Landulf V. (987–1033)
    - Herzog: Pandulf III. (1012–1050)

  - Capua
    - Fürst: Pandulf V. (1022–1026)

  - Kirchenstaat
    - Papst: Benedikt VIII. (1012–1024)

  - Montferrat
    - Markgraf: Wilhelm III. (991–1042)

  - Neapel
    - Herzog: Sergius IV. (1002–1036)

  - Salerno
    - Fürst: Waimar III. (994–1027)

  - Sizilien (Kalbiten)
    - Emir: al-Achal (1019–1037)

  - Toskana
    - Markgraf: Rainier (1012–1024)

  - Venedig
    - Doge: Ottone Orseolo (1009–1026)

- Kroatien
  - König: Krešimir III. (1000–1030)

- Norwegen
  - König: Olav II. Haraldsson (1015–1028)

- Polen
  - Herzog: Bolesław I. Chrobry (992–1025) (1025 zum König gekrönt), (1003–1004 Herzog von Böhmen)

- Russland
  - Großfürst: Jaroslaw I. (1019–1054)

- Schottland
  - König: Malcolm II. (1005–1034)

- Schweden
  - König: Anund Jakob (1022–1050)

- Spanien
  - Barcelona
    - Graf: Berengar Raimund I. (1017–1035)

  - Kalifat von Córdoba
    - Kalif: Yahya al-Mutali (1021–1023, 1025–1026)
    - Kalif: al-Qasim al-Ma'mun (1018–1021, 1023)
    - Kalif: Abd ar-Rahman V. (1023–1024)

  - Kastilien
    - Graf: García Sánchez (1017–1029)

  - León
    - König: Alfons V. (999–1028)

  - Navarra
    - König: Sancho III. (1000–1035)

- Ungarn
  - König: Stephan I., der Heilige (997–1038) (bis 1000 Großfürst)